# Бресте
Брестѐ е село в Северна България. То се намира в община Червен бряг, област Плевен.
Селото е разположено в Северозападна България, в най-североизточната част на Западен Предбалкан, непосредствено до границата с Мизийската платформа, в най-югозападната част на област Плевен. Селото е на 2,6 km югоизточно от полупланинския рид Дреновица (с връх Челковица – 363,9 m). По североизточното подножие на този рид, преминава условната граница между Предбалкана и Дунавската равнина. Бресте се намира на 297 m надморска височина и е разположено североизточно върху Каменополско плато, северно от каньона на река Ръчене, и югозападно от дола на река Белилката. На запад от селото преминава третокласен път 134 от Държавната пътна мрежа Мездра-Бяла Слатина. Заради започването на Втората световна война остава неизпълнен планът за пътна връзка Червен бряг–Реселец–Бресте–Габаре. Официално се достига от Червен бряг до село Реселец – 6,76 km по път 1031 от Държавната пътна мрежа – Червен бряг-Роман, още 3 km по междуселищен общински път PVN 2190 /III – 3031/ Реселец-Бресте.
Местността покрай пътя от с. Реселец към с. Бресте се преодолява със стръмно изкачване и е с рязка денивелация на терена, успоредно с дола на река Белилката, която отводнява Дреновица от югоизток и Каменополско плато от североизток. Пътят се вие нагоре към платото и от него се откриват красиви гледки с горнокредни карстообразувания, присъединен варовик и кари – всичките покрити с почвен слой, виждат се изкуствено залесени с борови насаждения площи, до естествения карстов завършек – варовиковото плато.
Непосредствено пред селото, от дясно на пътя в края на естествена скална тераса, се вижда пещера с хоризонтална суха галерия. До и в селото има общо 41 бр. пещери, от които 2 понора – пропасти, 1 над и 1 под него. При първата спирка на автобусите е долния понор – тип пропастна пещера, вторият такъв се намира на горната страна на селото (до извор „Камика"). Основните черти на съвременния релеф в района са се формирали в период, започнал през младия терциер и завършени в късния кватернер, който продължава и понастоящем.
Отстояние от София: 85 km по въздух, 132 km по шосе.

## Климат
Умереноконтинентален.
Температура на въздуха (в °C):
- 42,5 – абсолютна максимална през 1922 г.,
- –28,3 – абсолютна минимална през 1916 г.,
- 11,6 – средна годишна.

## Културни и природни забележителности
- Чуклите – геоложки феномен, намира се на 2 km източно по течението на река Ръчене в землището на с. Бресте (с.ш.43°22'37,3", 23°96'61,2"и.д.), там се разкриват и 1 – 2 m песъчливо-глинести ядчести варовици с къснокампанска възраст. Те съдържат фрагменти от дебелочерупчеста мезозойска мида Inoceramus.
- Пещера „Лабиринта“

През пролетта на 1984 г. се организира експедиция, в състава на която са български и чехословашки пещерняци, предвождани от научния ръководител от БАН Стойчо Бресковски – български палеонтолог и геолог, които откриват за пръв път в България и за втори път в Европа, в пещерата „Лабиринта“, намираща се в местността „Чудна“, фосилни вкаменелости на кости от динозавър – морски хищен гущер от групата на Mosasaurus – Мозозаврови, живял преди 65 милиона години. Доказано е от академика от БАН Иван Костов, който е български геолог, минералог-кристалограф и от старши научен сътрудник I степен (тогава) Петър Кирилов Берон – български зоолог и биоспелеолог. Днес тези вкаменелости се намират в Националния природонаучен музей при БАН.
- Скално образувание „Камарата“

Скално образувание Камарата се намира непосредствено до селото. Представлява хълм начупен на парчета, вследствие на тектонски процеси. Някои от тях са пропаднали. По своята същност скалното образувание представлява блоково-ерозионна морфоложка форма.
- Река Белилката (Барата) и извора ѝ край селото.
- Три тракийски надгробни могили
- Римски мозайки и 1 строително-декоративна колона от края на 1 – началото на 2 век. На нея е издялан следният надпис: „На добър час! За здравето, спасението и победата на нашия господар Цезар Марк Улпий Нерва Траян Август." (няма я вече - открадната е). Тук е минавал Римския път Via ab Oesco usque ad Philippopolim с  направление Филипополис (Пловдив)– Монтемно (Беклемето) – Ескус (село Гиген, община Гулянци, област Плевен), който е разклонение от важният римски път от Белград за Константинопол „Via Singiduno usque ad Constantinopolim per ripam Danubii“. Римският стратегически път е прокаран и построен от император Траян (Marcus Ulpius Traianus) и завършен през 106 г., той е останал в преданията на Бресте, като „Друма“.
- Късноантично селище в местността Горгос.

## Религия
Източноправославно християнство, Българска патриаршия, Плевенска епархия и архиерейско наместничество Луковит, храм – „Свети Димитър".

## Езикознание
Диалект – северозападен същински. Западномизийски говор – 1-ви раздел, Белослатинско-Плевенски, който се намира в северната половина на ятовия изогласен пояс и на централнобългарската изогласна област.

## Редовни събития
Съборът на селото, който е на Димитровден, народен и православен празник, отбелязван на 26 октомври в чест на свети Димитър Солунски, за когото се вярва, че е закрилник на селото.